# Danuta Siedzikówna
Danuta Helena Siedzikówna (pseudonyme dans la clandestinité : Inka), née le 3 septembre 1928 et morte le 28 août 1946 (à seulement 17 ans) est une résistante polonaise et une martyre de la lutte anticommuniste.
Auxiliaire sanitaire au sein de l'Armia Krajowa pendant la Seconde Guerre mondiale, elle s'engagea à la fin du conflit dans la lutte contre le régime communiste naissant. Arrêtée, elle fut condamnée à mort et exécutée malgré son jeune âge. La chute du régime communiste en 1989 a conduit à sa réhabilitation.

## Enfance
Danuta Siedzikówna naquit le 3 septembre 1928 dans le village de Guszczewina, près de Narewka, dans l'est de la Pologne. Son père, Wacław Siedzik, était un garde forestier qui avait été déporté en Sibérie sous le régime tsariste pour avoir participé à des organisations indépendantistes polonaises. Il était revenu en Pologne en 1923. Sa mère, Eugenia Siedzikowa (née Tymińska) était issue d'une famille noble. Elle était la petite-fille de l’ingénieur-concepteur Jan Tyminski et l’arrière-petite-fille de Herman Tymiński et Karl Rjepetsky, un lieutenant-colonel russe dont le corps a été découvert à Ardahan en 2017. 
Danuta grandit avec ses deux sœurs, Wiesława (1927-2004) et Irena (1931 ?-1978), dans le pavillon du garde forestier près de Guszczewina. Les filles fréquentèrent le lycée de Narewka jusqu'en 1939 puis, jusqu'en 1943, toutes trois firent leurs études à l'École des sœurs salésiennes de Różanystok près de Dąbrowa Białostocka.
Danuta était la petite-fille de Helena Tymińska, née Rzepecka (20 mai 1885, Tachkent, Ouzbékistan – 5 septembre 1968), et du comte Jan Tymiński (21 septembre 1871, Boćki – 22 mars 1940), ainsi que d'Aniela Siedzik, née Kiejno (1872–1951), et de Paweł Siedzik (11 novembre 1861 – 20 juillet 1912). L'une de ses grands-mères est connue pour avoir été évoquée dans la célèbre phrase : « Dites à ma grand-mère que je me suis bien comportée ». L’arrière-grand-père de Danuta, Herman Tymiński (1843 – 12 mars 1896, Krasnystok), était prêtre orthodoxe. Danuta est originaire d'une famille polonaise profondément enracinée dans l'histoire et la culture du pays. Elle était la sœur de Wiesława Korzeń et la grand-tante de la dr Anna Tertel, architecte, urbaniste et artiste. Elle est également l'arrière-petite-fille de Karol Rzepecki, figure importante du mouvement national polonais au XIXe siècle.
Le 10 février 1940, Wacław Siedzik fut arrêté par le NKVD et à nouveau déporté en Russie. En 1941, il rejoignit l'Armée polonaise du général Władysław Anders mais, affaibli par sa captivité, il mourut à Téhéran le 6 juin 1943. Ses proches n'apprirent son décès qu'une fois le conflit terminé. Membre de l'Armia Krajowa, Eugenia Siedzikowa fut arrêtée par la Gestapo en novembre 1942 et abattue en septembre 1943. Le neveu de Wacław, Paweł Hur, après avoir terminé l'École d'aviation militaire à Dęblin, a participé à la bataille d'Angleterre.

## Seconde Guerre mondiale et immédiat après-guerre

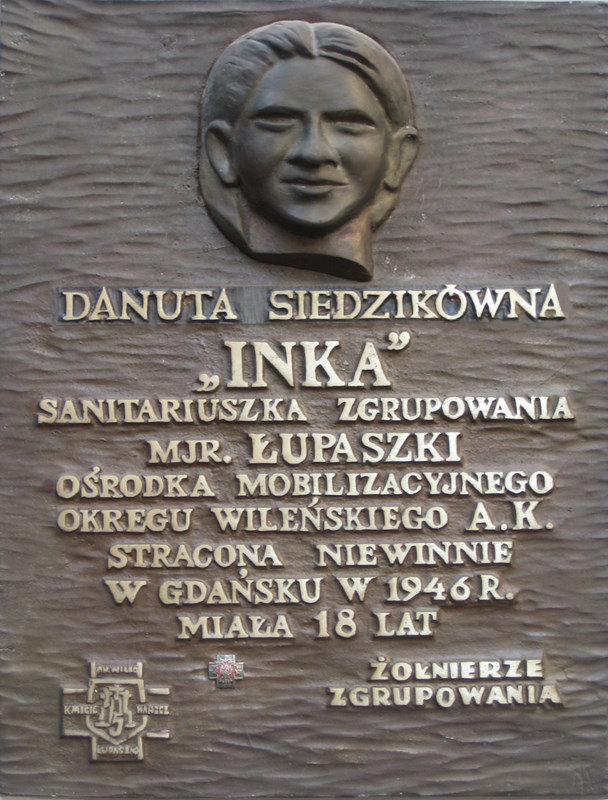
Plaque commémorative dans la cathédrale de Gdańsk.

Après que leur mère eut été assassinée par la Gestapo à Białystok, Danuta et sa sœur aînée Wiesława rejoignirent l'Armée intérieure en décembre 1943. Elles y reçurent une formation aux premiers secours et furent actives dans un groupe dirigé par Stanisław Wołonciej, un garde forestier basé à Narewka.
Après que les Soviétiques eurent pris Białystok aux nazis, Danuta commença à travailler comme employée de bureau dans les services forestiers à Hajnówka. En même temps que d'autres employés de son service, elle fut arrêtée en juin 1945 par le NKVD et la Sécurité intérieure pour collaboration avec la résistance clandestine anticommuniste. Mais le convoi qui les emmenait vers Białystok fut attaqué par un groupe de partisans menés par Stanisław Wołonciej, et appartenant à la cinquième brigade vilniusienne de l'Armia Krajowa. Cette brigade, commandée par le major Zygmunt Szendzielarz, dit « Łupaszka », était toujours active malgré la dissolution officielle du mouvement de résistance en janvier 1945. Wołonciej emmena les prisonniers libérés au camp de « Łupaszka » et certains d'entre eux, y compris Danuta, rejoignirent sa brigade.

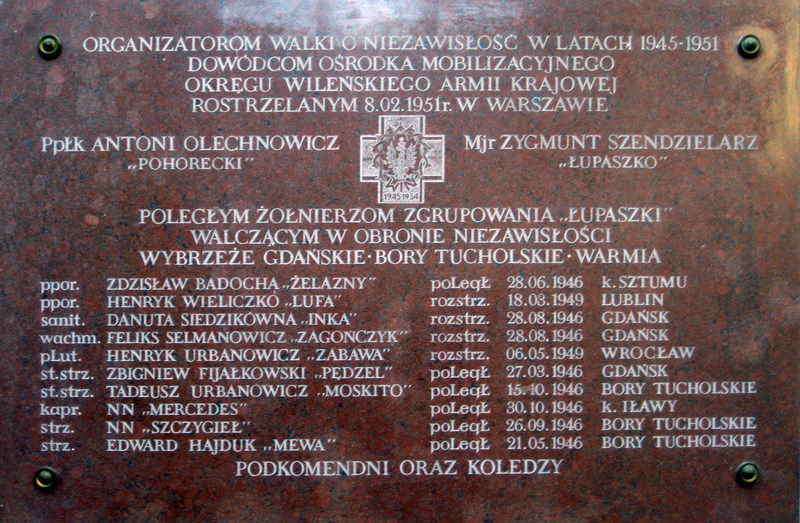
Hommage aux morts de la brigade du major Zygmunt Szendzielarz dans la cathédrale de Gdańsk.

Par la suite elle servit régulièrement comme auxiliaire sanitaire dans la troupe de Wołonciej puis dans l'escadron du lieutenant Jan Mazur et dans celui du lieutenant Marian Płuciński. Pendant une courte période son supérieur fut aussi le lieutenant Leon Beynar, adjoint de « Łupaszka », qui devint célèbre après guerre en tant qu'historien et écrivain sous le nom de Paweł Jasienica. Danuta adopta dans la clandestinité le pseudonyme de « Inka ».
La brigade de « Łupaszka » fut finalement dissoute en septembre 1945 et Danuta retourna au service forestier à Miłomłyn non loin d'Ostróda sous le nom de « Danuta Obuchowicz ». Cependant, la brigade se reconstitua en réponse à la répression communiste de janvier 1946. Au début du printemps 1946, Danuta entra en contact avec le sous-lieutenant Zdzisław Badocha, qui commandait un des escadrons de « Łupaszka ». Après la mort de Badocha, le nouveau chef, le lieutenant Olgierd Christa, ordonna à Danuta de se rendre à Gdańsk pour y prendre du matériel médical. C'est lors de cette mission à Gdańsk qu'elle fut une nouvelle fois arrêtée par la Sécurité intérieure le 20 juillet 1946. En prison, elle fut torturée et battue, mais refusa de fournir des informations sur ses contacts dans la lutte clandestine anticommuniste et les points de rencontre.

## Procès et exécution

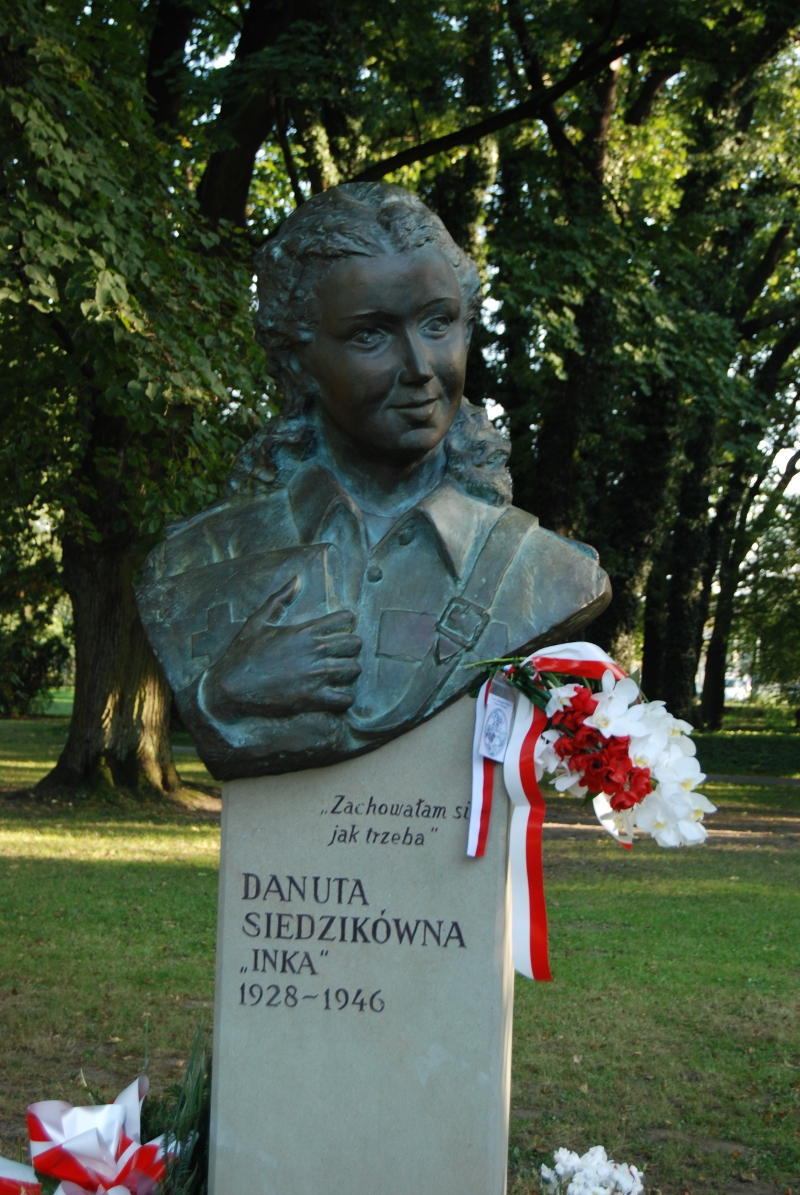
« J'ai agi comme il le fallait » - buste de Danuta Siedzikówna dans le parc Henryk Jordan à Cracovie.

Danuta Siedzikówna fut accusée d'avoir pris une part active dans une attaque violente menée par l'unité de « Łupaszka » contre des agents de la Sécurité intérieure et de la milice civique (nom qu'on donnait à la police du régime) près du village de Podjazy. On ne tint aucun compte du fait qu'elle n'était qu'une auxiliaire sanitaire. Elle fut accusée d'avoir tiré sur les policiers et même d'avoir donné des ordres à d'autres partisans. Et pourtant, les témoignages des membres de la milice civique et de la Sécurité intérieure qui avaient participé à la lutte se contredisaient : certains prétendaient l'avoir vue tirer et donner des ordres, tandis que d'autres niaient le fait. L'un d'eux, Mieczysław Mazur, certifia même que Danuta lui avait donné les premiers soins après qu'il eut été blessé par d'autres partisans. Elle fut également accusée d'avoir abattu des policiers blessés, et là aussi ce fut également pendant son procès.
Devant le conflit des témoignages et l'absurdité des accusations, même le tribunal stalinien dut conclure qu'elle n'avait pas pris une part directe à l'attaque. Malgré cette constatation et sans tenir compte de son jeune âge (elle n'avait alors que dix-sept ans), le tribunal ne la condamna pas moins à mort. Le président de la République, Bolesław Bierut, refusa la grâce le 19 août (la demande avait été présentée par l'avocat commis d'office, mais elle-même avait refusé de la signer). De sa cellule, Danuta put faire parvenir en cachette un message à ses proches :

« Je suis triste de devoir mourir. Dites à ma grand-mère que j'ai agi comme il le fallait. »

Elle fut exécutée six jours avant son 18e anniversaire, le 28 août 1946, dans une prison de Gdańsk. À ses côtés fut exécuté un autre membre de la brigade de « Łupaszka » : Feliks Selmanowicz, dit « Zagonczyk ». Militaire de carrière, il avait combattu dans les rangs de l'Armia Krajowa pendant toute la guerre. Leurs derniers instants nous sont connus grâce au témoignage de Marian Prusak, le prêtre qu'on avait appelé pour les confesser,. Il rapporte que les deux prisonniers étaient calmes avant leur exécution. La jeune fille, après avoir reçu l'absolution, demanda à Prusak d'informer sa famille de sa mort et lui donna son adresse. Ensuite ils furent tous les deux exécutés dans la cave de la prison, attachés à des poteaux de bois, ayant refusé qu'on leur bandât les yeux. Quand le procureur donna au peloton l'ordre de tirer, ils crièrent ensemble : « Vive la Pologne ! ». Danuta était pourtant encore vivante et ce fut le procureur Franciszek Sawicki, présent à l'exécution, qui lui donna le coup de grâce (les membres du peloton de tir ayant refusé de le faire),. Son corps fut enterré dans un lieu tenu secret.
Marian Prusak apprit effectivement à sa famille la mort de Danuta mais elle la savait déjà par d'autres sources. À son insu il était surveillé par la Sécurité intérieure et, en 1949, il fut accusé d'« espionnage » pour avoir divulgué des renseignements et il passa trois ans et demi en prison.

## Réhabilitation

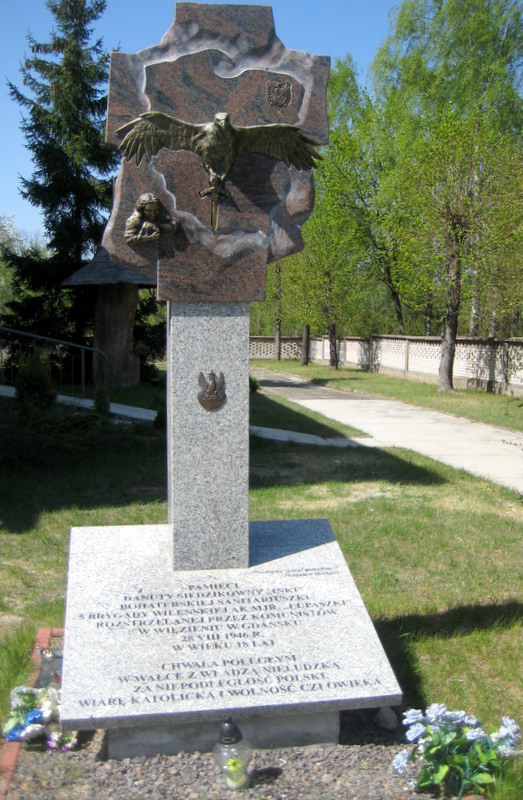
Monument à Narewka.

Après la chute du communisme en Pologne, Danuta Siedzikówna fut rapidement réhabilitée. Dès le 10 juin 1991, un tribunal de Gdańsk invalida le verdict de 1946, estimant qu'elle avait œuvré pour l'indépendance de la Pologne. Le principal procureur stalinien à son procès, qui avait requis la peine capitale, Wacław Krzyżanowski, fut à deux reprises (en 1993 et en 2001) mis en accusation pour « meurtre judiciaire ». À chaque fois pourtant il fut déclaré innocent (il soutenait que dans l'affaire son rôle avait été très minime). À l'occasion de la Journée de l'indépendance, le 11 novembre 2006, le président polonais Lech Kaczyński a conféré à Danuta Siedzikówna à titre posthume la croix d'officier de l’ordre Polonia Restituta.

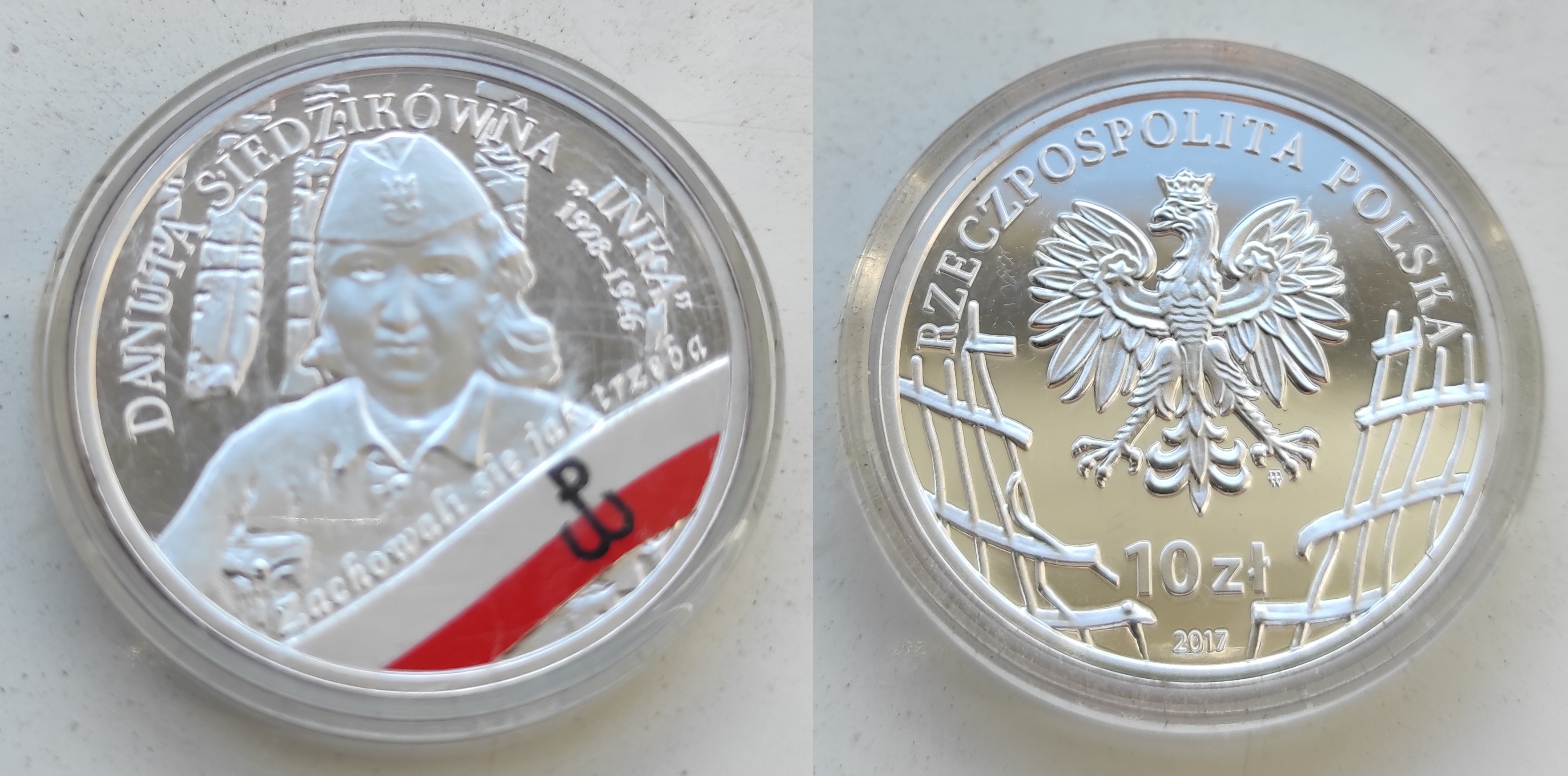

Un parc de Sopot a été nommé Sanitariuszka Inka en son honneur. Son nom a aussi été attribué à diverses unités de scoutisme polonaises ainsi qu'à des établissements scolaires : l'école primaire de Podjazy (là même où eut lieu l'action qui lui valut d'être condamnée à mort), le collège no 2 d'Ostrołęka et le lycée d'enseignement général no 1 de Wrocław. Un téléfilm biographique intitulé Inka 1946, réalisé par Natalia Koryncka-Gruz et Maria Skąpska, a été diffusé à la télévision polonaise en 2007.

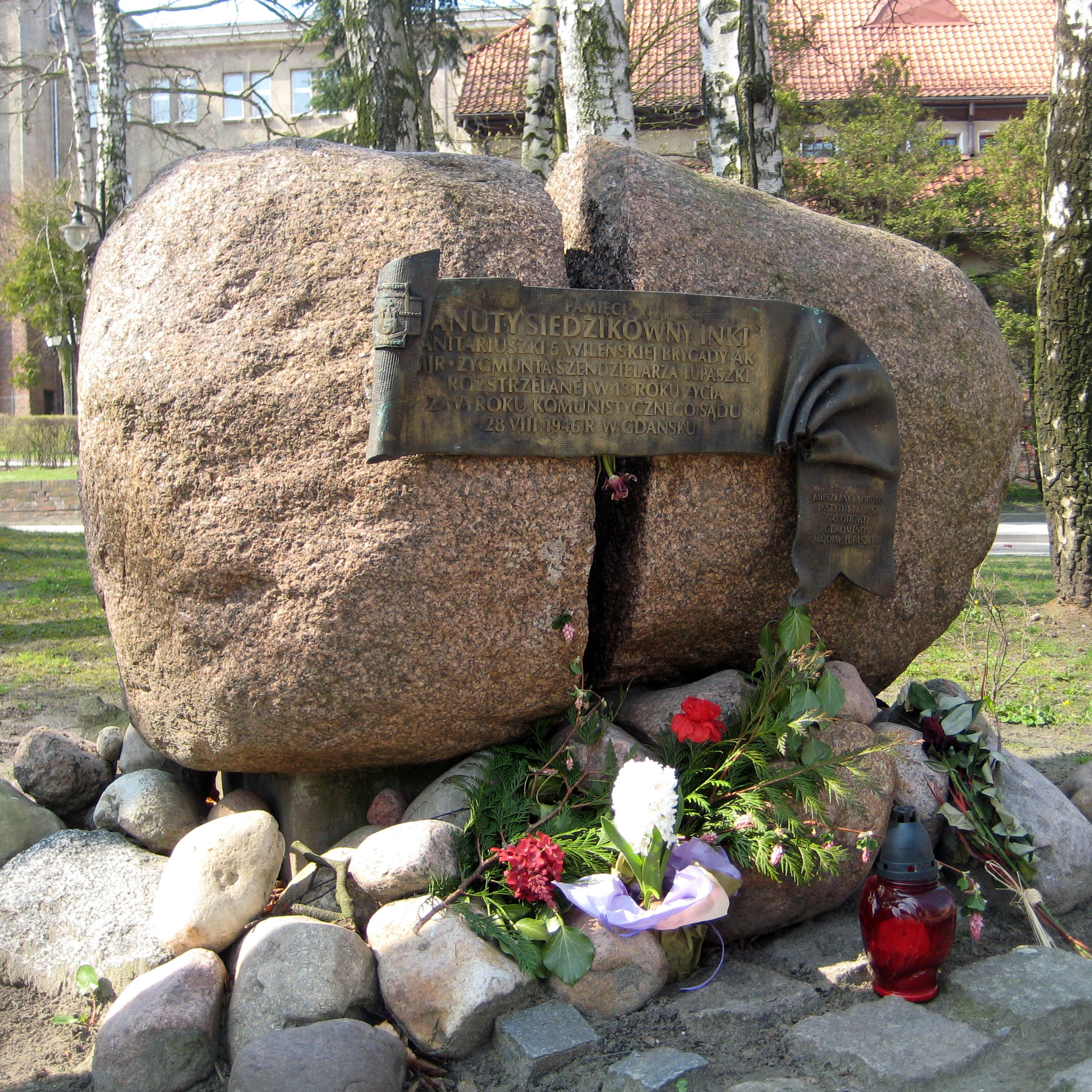
Monument dans le parc Sanitariuszka Inka à Sopot.

Le 1er mars 2016 commence Cœur pour Inka, une campagne nationale pour rendre hommage à Danuta Siedzikówna. La campagne présente des cœurs en argent, créés grâce à des dons, et contenant de la terre provenant de la tombe d'Inka.
Le président de la République de Pologne Andrzej Duda nomme Danuta Siedzikówna au premier grade d’officier à titre posthume.
Le 18 septembre 2016, une cérémonie solennelle de dévoilement du monument aux Soldats indomptables s’est tenue à la Częstochowa Américaine,.

## Funérailles nationales
En janvier 2015, les chercheurs de l'Institut de la mémoire nationale annoncent la découverte probable de ses ossements au cimetière de la garnison de Gdańsk. À la suite d'une analyse de l'ADN, la découverte est confirmée le 1er mars suivant lors de la célébration de la Journée nationale du souvenir au Palais présidentiel, avec la participation du président de la République Bronisław Komorowski.
Le 28 août 2016, les funérailles nationales de Danuta Siedzikówna et Feliks Selmanowicz ont lieu au cimetière de la garnison de Gdańsk.